# San Lorenzo (Arcidosso)
San Lorenzo is een plaats (frazione) in de Italiaanse gemeente Arcidosso.

## Bezienswaardigheden
- Kapucijnenklooster uit de 16e eeuw
- een oude kerk gewijd aan San Lorenzo uit 1067
- een grot genaamd Grot van Merlijn. De legende gaat dat de tovenaar er meerdere dagen verbleef.